# Воля-Немецька
Воля-Немецька (пол. Wola Niemiecka) — село в Польщі, у гміні Нємце Люблінського повіту Люблінського воєводства.
Населення — 1145 осіб (2011).

## Демографія
Демографічна структура станом на 31 березня 2011 року:
|          | Загалом | Допрацездатний вік | Працездатний вік | Постпрацездатний вік |
| -------- | ------- | ------------------ | ---------------- | -------------------- |
| Чоловіки | 574     | 139                | 382              | 53                   |
| Жінки    | 571     | 147                | 323              | 101                  |
| Разом    | 1145    | 286                | 705              | 154                  |